# 布里安灣
65°1′S 63°1′W / 65.017°S 63.017°W
布里安灣是南極洲的海灣，位於葛拉漢地西岸，是弗蘭德雷斯灣東北部，長約6公里，該海灣由讓-巴蒂斯特·夏古率領的法國探險隊發現，以該國的政治家命名。